# Wavin' Flag
Singles de K'Naan
If Rap Gets Jealous
(2010) Stop for a Minute
(2010)
Pistes de Troubadour
If Rap Gets Jealous Somalia
Wavin' Flag est une chanson de l'artiste canado-somalien K'Naan, troisième single issue de son album Troubadour, qui a atteint la deuxième position au classement Canadian Hot 100. Elle apparaît également sur la bande sonore du jeu vidéo NBA 2K10.
La chanson a été choisie par la firme Coca-Cola et adaptée pour l'occasion, comme musique de promotion pour la Coupe du monde de football de 2010, qui s'est déroulée aux mois de juin et de juillet 2010 en Afrique du Sud. La version anglaise, sortie le 30 avril 2010, est publiée comme « Wavin' Flag (The Mix Celebration) » avec David Guetta & Will.i.am, puis traduite dans différentes langues (français, espagnol, portugais…) pour être diffusée dans chaque pays. Après sa sortie, juste avant le début de la compétition, la chanson atteint le numéro 1 en Allemagne, en Suisse ainsi qu'en Autriche.

## Collaborateurs par pays
- Pays arabes : Wavin' Flag/Shagga' Bi Alamak de K'naan & Nancy Ajram[1]
- Brésil : Comemorar de K'naan & Skank[2]
- Chine: Wavin' Flag de K'naan, Jacky Cheung & Jane Zhang[3]
- France : Wavin' Flag  de K'naan & Féfé[4]
- Grèce : Wavin' Flag de K'naan & Professional Sinnerz feat. Komis X[5]
- Indonésie : Wavin' Flag (Semangat Berkibar) de K'naan & Ipang[6]
- Japon : Wavin' Flag (japonais : ウェイヴィン・フラッグ) de K'naan & AI[7]
- Nigeria : Wavin' Flag (Naija Remix) de K'naan & Banky W. & M.I.(Jude Abaga)[8].
- Espagne et Amérique du Sud: Wavin' Flag (Bandera de Libertad) de K'naan & David Bisbal.
- Thaïlande : Wavin' Flag de K'naan & Tattoo Colour[9].

Sorties non officielles
- Caraïbes : Wavin' Flag (Dj Power Remix) de K'naan & Machel Montano[10]
- Haïti : Wavin' Flag de K'naan & Mikaben[11].
- Hongrie : Nálunk van a labda - par les journalistes de Magyar Televízió [12]
- Inde : Wavin' Flag de K'naan & Jasim[13]
- Italie : Wavin' Flag de K'naan ft. Mr. Blaza & MagicEmy[14]
- Mongolie : Wavin' Flag - P.Bayartsengel, D.Anu, E.Solongo & E.Soyombo [15].
- Russie : Wavin' Flag de K'naan & ST1M[16].
- Sri Lanka : Wavin' Flag/Ekama Irak Yata de K'naan, remixé par Pradeep[17]
- Viêt Nam : Wavin' Flag de K'naan & Phương Vy[18].